# كأس السوبر البيلاروسي 2015
بطولة كأس السوبر البيلاروسي 2015 هي النسخة السادسة من بطولة كأس السوبر البيلاروسي، لعب يوم 14 مارس 2015 في استاد فولنا، بين فريق شاختيور سوليجورسك الفائز بكأس بيلاروسيا وفريق باتي بوريسوف الفائز بالدوري. وقد انتهت المباراة بفوز باتي بوريسوف بالمباراة بنتيجة 3–0 بركلات الترجيح بعد انتهاء الوقت الأصلي بالتعادل السلبي بين الفريقين، ليحصد لقبه الثالث على التوالي والخامس في تاريخ البطولة.

## التفاصيل
| شاختيور سوليجورسك | 0–0 | باتي بوريسوف |
| ----------------- | --- | ------------ |
|                   |     |              |

| شاختيور سوليجورسك | باتي بوريسوف |

| الحكام المساعدون: فيتالي ماليوتسين يفغيني رومانوف الحكم الرابع: أندري دزيفاكو | قوانين المباراة - 90 دقيقة. - ركلات جزاء ترجيحية إذا استمرت النتيجة متعادلة. - سبعة لاعبين بدلاء يتم تسجيل أسمائهم. - يمكن استخدام خمسة منهم على الأكثر. |